# متحف بيت ليوبولد و مستيسلاف روستروبوفيتش
متحف بيت ليوبولد ومستيسلاف روستروبوفيتش (بالأذرية: Leopold və Mstislav Rostropoviçlərin ev-muzeyi) - هو متحف التذكاري الحكومي في باكو بأذربيجان.

## تاريخ المتحف
تم إنشاء متحف بيت لأب وابن روستروبوفيتش في عام 1998 في المبنى الذي عاشت عائلة روستروبوفيتش لمدة ست سنوات، بين 1925-1931.
دعي ليوبولد روستروبوفيتش من أورينبورغ إلى باكو من قبل الملحن الأذربيجاني عزير حاجبايوف في عام 1925.
قبل ليوبولد روستروبوفيتش الدعوة، وانتقلت جميع أفراد الأسرة إلى باكو، حيث بدأ هو وزوجته التدريس في أكاديمية باكو للموسيقى.
لبى ليوبولد روستروبوفيتش دعوته حاجيبوف و وانتقلت العائلة إلى باكو.
بعد ارتحال إلي باكو بدأ ليوبولد وزوجته للتدريس في أكاديمية باكو للموسيقى.
ولد عازف تشيلو وعازف البيانو و قائد أوركيسترا مستيسلاف روستروبوفيتش في هذا المنزل، في 27 مارس عام 1927.
و الشارع الذي عاشت فيه عائلة روستروبوفيتش يحمل إسمهم في وقت الحاضر.
تم افتتاح المتحف في عام 2002، و شارك مستيسلاف روستروبوفيتش مع زوجته قلينة ويشنوفسكايا في حفل افتتاح المتحف.

## هيكل المتحف
يتكون المتحف من أربع غرف ديهليز. معرض الغرفة الأولى وديهليز تحتوي أسلوب تذكاري.
كل الغرف في المتخف مكرس للمراحل الفردية للحياة والنشاط الإبداعي ليوبولد ومستيسلاف روستروبوفيتش.
في وقت الحاضر، تضم المجموعة الرئيسية لمتحف البيت أكثر من 5 ألاف قطعة.
في متحف بيت ليوبولد ومستيسلاف روستروبوفيتش السجاد القديم مخصوصا إلى الأواخرالقرن 19 - أوائل القرن 20.
تتعرض أيضا في الغرف وثائق ومواد حولهم، صور وخطابات وتوقيعات وسجلات وجوائز وغيرها من الأعمال الفنية المرتبطة بأنشطة الموسيقيين البارزين.

## رواق

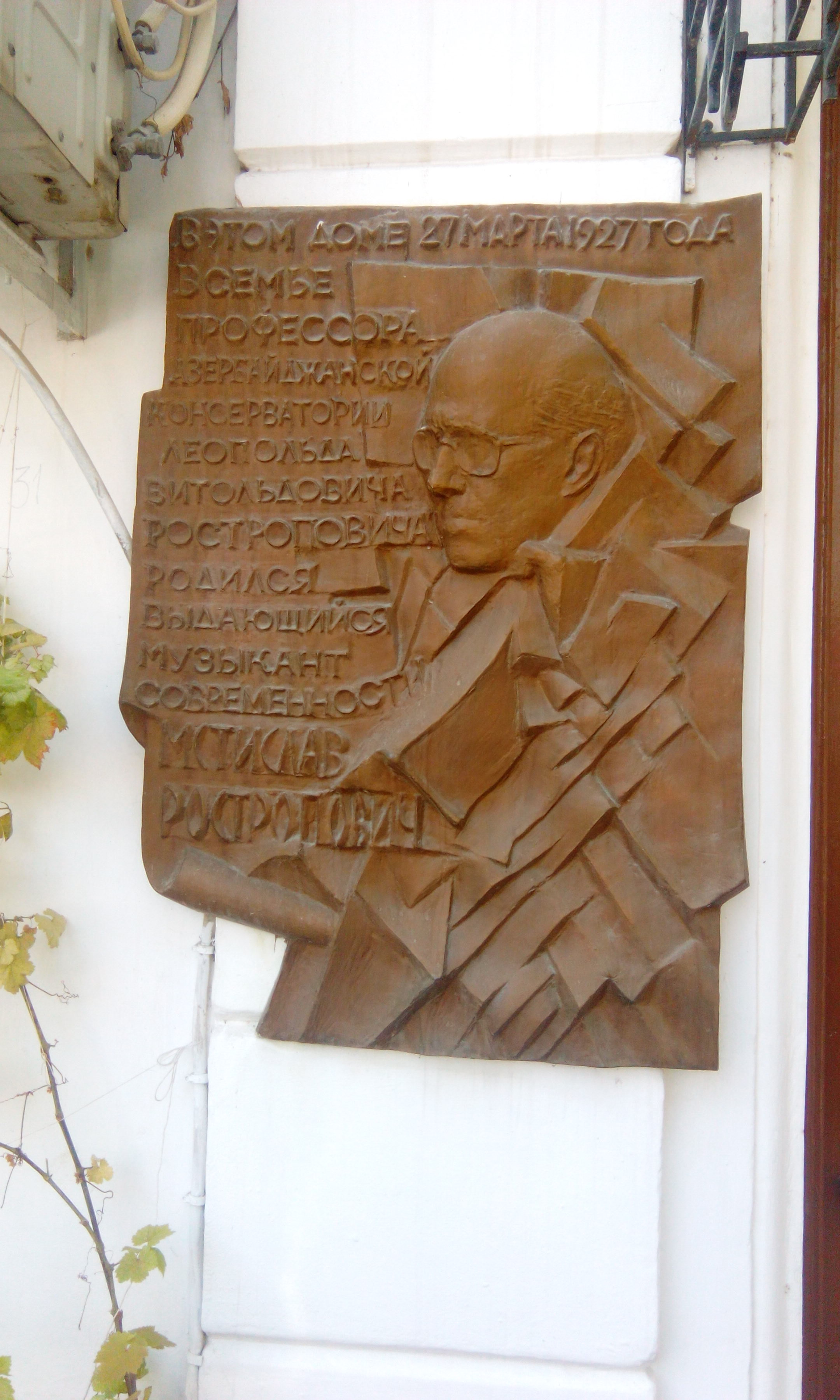
لوحة تذكارية مستيسلاف روستروبوفيتش في باكو
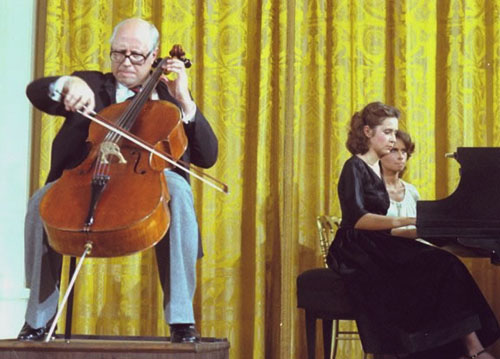
تؤدي إلينا روستروبوفيتش ووالدها مستيسلاف رستروبوفيتش في البيت الأبيض
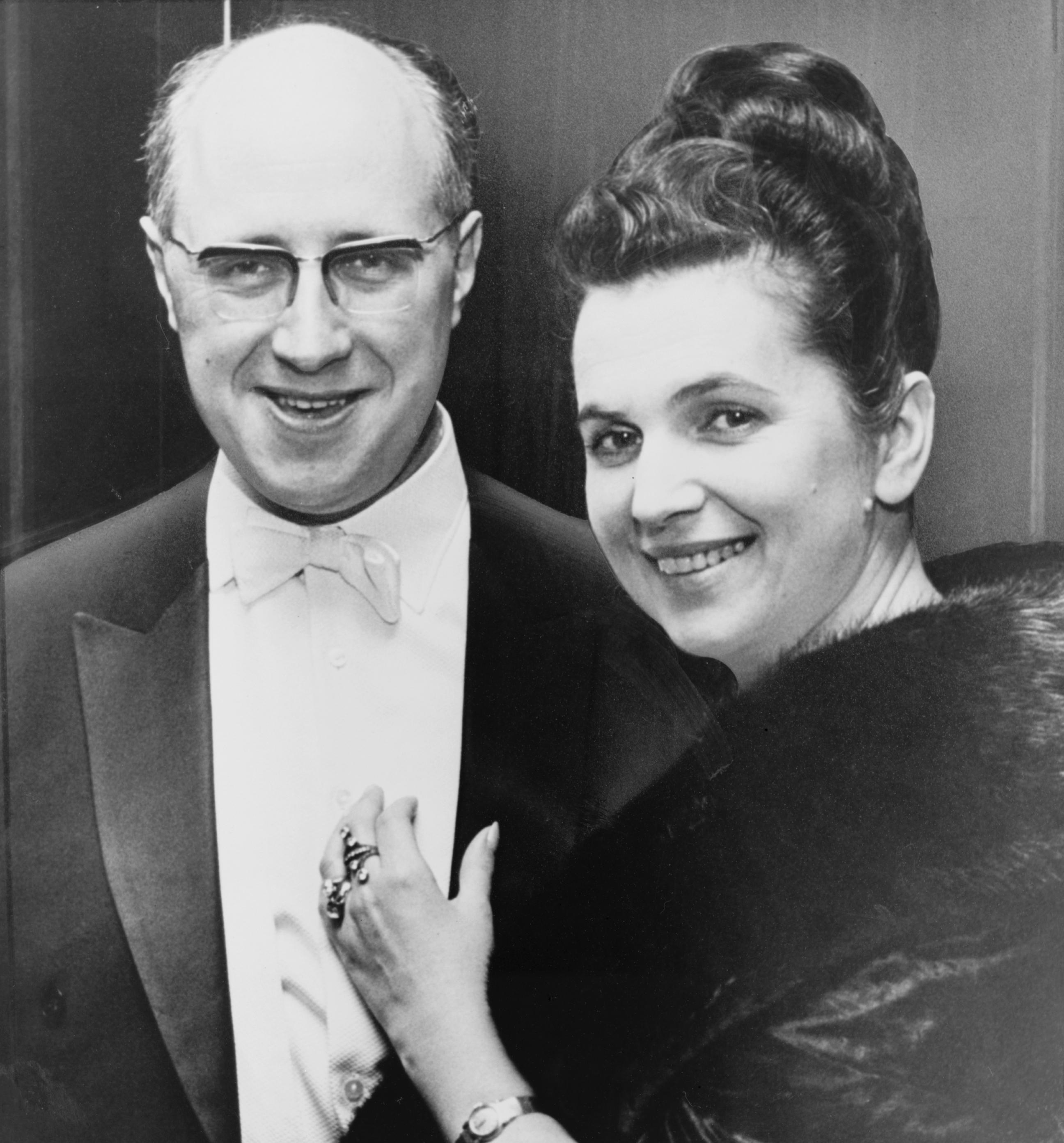
مستيسلاف روستروبوفيتش زوجته قلينة ويشنوفسكايا
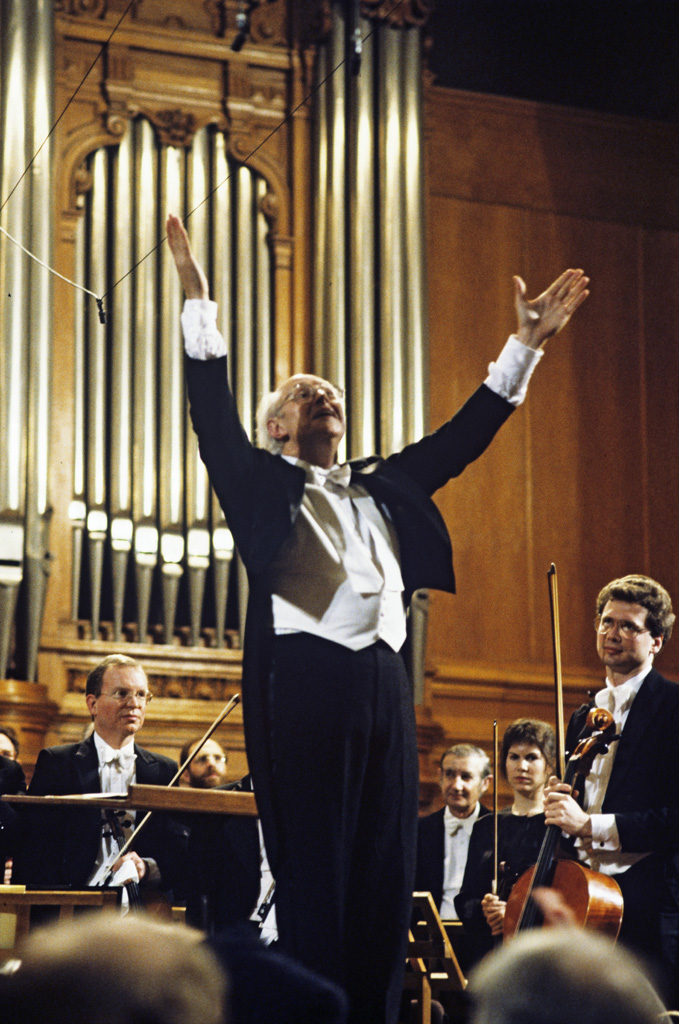
مستيسلاف روستروبوفيتش في 1978
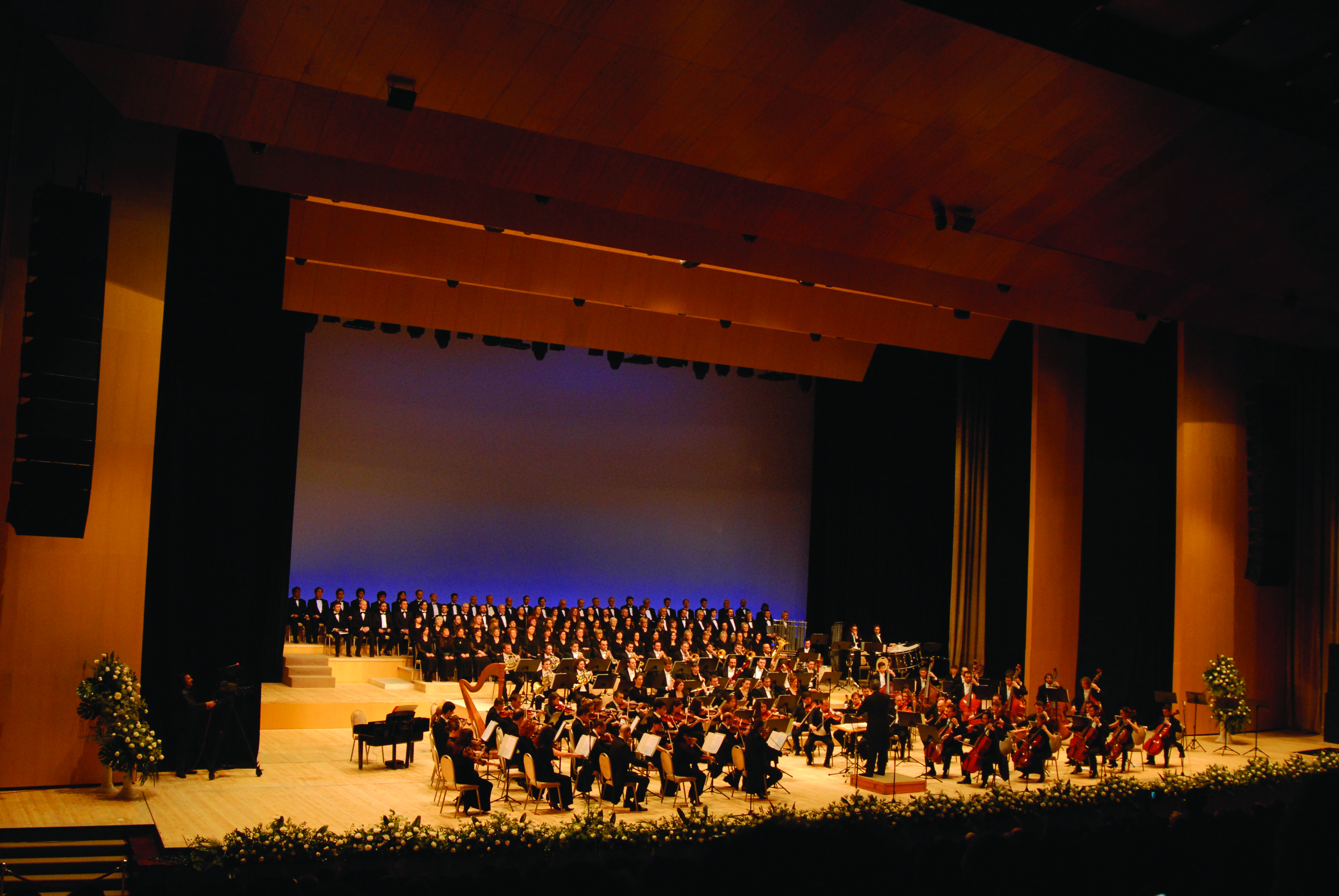
مهرجان الموسيقى الدولية إسمه مستيسلاف روستروبوفيتش